# Football Club Hellas Verona 1924-1925
Questa pagina raccoglie i dati riguardanti il Football Club Hellas Verona nelle competizioni ufficiali della stagione 1924-1925.

## Stagione
Nella stagione 1924-1925 l'Hellas Verona allenato dal tecnico ungherese Ferenc Molnar, disputa il girone A del campionato di Lega Nord, raccoglie 18 punti che valgono il nono posto finale. Il torneo viene vinto dal Genoa con 30 punti, davanti al Modena con 29 punti. Lo scudetto lo vince per la prima volta il Bologna, che ha vinto il girone A, e poi nella doppia finale ha superato l'Alba Roma. Con 15 reti il ligure Virgilio Felice Levratto attaccante dell'Hellas vince la classifica marcatori del girone A, appaiato all'austriaco Powolny della Reggiana.

## Rosa
| N. |                   | Ruolo | Calciatore         |
| -- | ----------------- | ----- | ------------------ |
| -  | Italia (bandiera) | P     | Severo Carra       |
| -  | Italia (bandiera) | P     | Aldino Rossetti    |
| -  | Italia (bandiera) | D     | Renato Bottacini   |
| -  | Italia (bandiera) | D     | Giulio Carra       |
| -  | Italia (bandiera) | D     | Renato Castiglioni |
| -  | Italia (bandiera) | D     | Bruno Massaron     |
| -  | Italia (bandiera) | D     | Bonifacio Zuppini  |
| -  | Italia (bandiera) | C     | Guido Bosio        |
| -  | Italia (bandiera) | C     | Dino Cavalleri     |

| N. |                     | Ruolo | Calciatore               |
| -- | ------------------- | ----- | ------------------------ |
| -  | Italia (bandiera)   | C     | Umberto Diamantini       |
| -  | Italia (bandiera)   | C     | Augusto Ferrais          |
| -  | Ungheria (bandiera) | C     | Ferenc Molnar            |
| -  | Italia (bandiera)   | C     | Tullio Zanardi           |
| -  | Italia (bandiera)   | A     | Egidio Chiecchi          |
| -  | Italia (bandiera)   | A     | Virgilio Felice Levratto |
| -  | Italia (bandiera)   | A     | Arnaldo Morandi          |
| -  | Brasile (bandiera)  | A     | Arnaldo Porta            |
| -  | Italia (bandiera)   | A     | Almerigo Recchia         |

## Risultati

### Prima Divisione

#### Girone A

##### Girone di andata
| Arbitro: | Turbiani (Ferrara) |

|                       |           |              |
| Recchia 13’ Porta 56’ | Marcatori | 83’ Olivieri |

| Arbitro: | Crivelli (Torino) |

|                                                   |           |                   |
| Powolny 10’, 70’, 89’ Baviera 32’ Romano 47’, 87’ | Marcatori | 15’, 46’ Levratto |

| Arbitro: | Grossi (Milano) |

|                                  |           |  |
| Moruzzi 69’ Neri 86’ Alberti 90’ | Marcatori |  |

| Arbitro: | Galli (Bologna) |

|                                  |           |                         |
| Cavalleri 35’ Morandi 78’ (rig.) | Marcatori | 4’ Janni 11’ F. Berardo |

| Arbitro: | Galli (Bologna) |

|                              |           |  |
| Colombari 14’ Moscardini 45’ | Marcatori |  |

| Arbitro: | Girelli (Verona) |

|                     |           |                              |
| Levratto 14’ (rig.) | Marcatori | 60’ (aut.) Carra 75’ Tansini |

| Arbitro: | Guiot (Milano) |

|               |           |  |
| Tichowsky 40’ | Marcatori |  |

| Arbitro: | Rubinato (Trieste) |

|                        |           |  |
| Levratto 11’, 54’, 63’ | Marcatori |  |

| Arbitro: | Sani (Ferrara) |

|                          |           |            |
| Morandi 66’ Levratto 81’ | Marcatori | 75’ Blando |

| Arbitro: | Vedda (Vercelli) |

|                                      |           |              |
| L. Conti 36’ Defendi 63’ Bussich 64’ | Marcatori | 66’ Levratto |

| Arbitro: | Enrietti (Torino) |

|                                            |           |  |
| B. Frisoni 20’, 88’ Giuliani 38’ Rizzi 82’ | Marcatori |  |

##### Girone di ritorno
| Arbitro: | P. Barlassina (Novara) |

|         |           |             |
| Tosi 4’ | Marcatori | 87’ Morandi |

| Arbitro: | Bistoletti (Milano) |

|                                   |           |  |
| Levratto 15’, 78’ E. Chiecchi 72’ | Marcatori |  |

| Arbitro: | Turbiani (Ferrara) |

|                   |           |                                  |
| Levratto 48’, 56’ | Marcatori | 21’ (rig.) De Vecchi 83’ Alberti |

| Arbitro: | Bistoletti (Milano) |

|                     |           |             |
| Calvi 11’, 75’, 86’ | Marcatori | 23’ Morandi |

| Arbitro: | Guarnieri (Milano) |

|                                       |           |  |
| Morandi 18’ Bosio 32’ E. Chiecchi 78’ | Marcatori |  |

| Arbitro: | Mancini (Milano) |

|                           |           |                              |
| G. Puerari 13’ Bonzio 38’ | Marcatori | 56’ E. Chiecchi 65’ Levratto |

| Arbitro: | Barlassina (Novara) |

|                                       |           |                                            |
| Recchia 53’ E. Chiecchi 62’ Bosio 66’ | Marcatori | 27’ Dugoni 78’, 87’ (rig.) It. Breviglieri |

| Arbitro: | Minoli (Torino) |

|                |           |              |
| G. Rossetti 6’ | Marcatori | 49’ G. Carra |

| Arbitro: | Moro (Sampierdarena) |

|                |           |  |
| Gabba 25’, 34’ | Marcatori |  |

| Arbitro: | Ortali (Bologna) |

|                          |           |                                  |
| Recchia 40’ Levratto 60’ | Marcatori | 18’ Moretti 20’, 68’ L. Cevenini |

| Arbitro: | Crivelli (Milano) |

|                              |           |  |
| E. Chiecchi 33’ Levratto 59’ | Marcatori |  |

## Statistiche

### Statistiche di squadra
| Competizione    | Punti | In casa | In casa | In casa | In casa | In casa | In casa | In trasferta | In trasferta | In trasferta | In trasferta | In trasferta | In trasferta | Totale | Totale | Totale | Totale | Totale | Totale | DR |
| Competizione    | Punti | G       | V       | N       | P       | Gf      | Gs      | G            | V            | N            | P            | Gf           | Gs           | G      | V      | N      | P      | Gf     | Gs     | DR |
| --------------- | ----- | ------- | ------- | ------- | ------- | ------- | ------- | ------------ | ------------ | ------------ | ------------ | ------------ | ------------ | ------ | ------ | ------ | ------ | ------ | ------ | -- |
| Prima Divisione | 18    | 11      | 6       | 3       | 2       | 25      | 14      | 11           | 0            | 3            | 8            | 8            | 28           | 22     | 6      | 6      | 10     | 33     | 42     | -9 |

### Statistiche dei giocatori
| Giocatore        | Prima Divisione | Prima Divisione |
| Giocatore        | Presenze        | Reti            |
| ---------------- | --------------- | --------------- |
| G. Bosio         | 22              | 2               |
| R. Bottacini     | 11              | 0               |
| S. Carra (I)     | 17              | -31             |
| G. Carra (II)    | 18              | 1               |
| R. Castiglioni   | 10              | 0               |
| D. Cavalleri     | 20              | 1               |
| E. Chiecchi (II) | 14              | 5               |
| U. Diamantini    | 1               | 0               |
| A. Ferrais       | 19              | 0               |
| V. Levratto      | 20              | 15              |
| B. Massaron      | 7               | 0               |
| F. Molnar        | 6               | 0               |
| A. Morandi       | 15              | 5               |
| A. Porta         | 3               | 1               |
| A. Recchia       | 20              | 3               |
| A. Rossetti      | 5               | -11             |
| T. Zanardi       | 12              | 0               |
| B. Zuppini       | 22              | 0               |